# Измайлов, Чингиз Абильфазович
Чинги́з Абильфа́зович Изма́йлов (26 марта 1944, Дербент — 28 сентября 2011, Москва) — советский и российский психофизиолог. Совместно с Е. Н. Соколовым создал и разрабатывал концепцию векторного кодирования в психофизиологии.

## Биография
Родился 26 марта 1944 года в г. Дербент Дагестанской АССР. В 1976 году окончил факультет психологии МГУ имени М.В. Ломоносова. В 1979 году под научным руководством Е. Н. Соколова защитил кандидатскую диссертацию «Сферическая модель цветоразличения», а в 1985 году — докторскую диссертацию «Восприятие цвета (механизмы и модели)».
Профессор кафедры психологии и инженерии знаний факультета психологии МГУ (1987—1996), профессор кафедры психофизиологии того же факультета (c 1996). Заслуженный профессор МГУ (2005). Член Центрального Совета Международной организации по исследованию мозга при ЮНЕСКО и ряда других профессиональных объединений.
Скончался 28 сентября 2011 года, похоронен на Востряковском кладбище в Москве.

## Научная деятельность
Ч. А. Измайлов известен своими теоретическими и экспериментальными работами в области психофизиологии сенсорных систем (в особенности, цветового зрения) и психофизиологии эмоций, а также математической психологии и психофизики. На основе анализа методом многомерного шкалирования данных прямого надпорогового шкалирования цветовых различий получил нейрофизиологически правдоподобную модель цветоразличения. Полученная модель может быть представлена геометрически в виде гиперсферы в четырёхмерном пространстве, на которой размещены воспринимаемые цвета таким образом, что расстояния между цветами в модели соответствуют субъективным различиям. Ортогональные оси данного пространства соответствуют независимым нейрофизиологическим каналам: хроматическим (Red-Green, Yellow-Blue) и ахроматическим (световой и темновой). Сферичность полученного пространства возникает вследствие нормировки вектора возбуждения в нервной системе. Иными словами, сумма квадратов возбуждений отдельных каналов, вовлеченных в кодирование цвета, является константой. Данный эффект теоретически был предсказан в концепции векторного кодирования информации в нервной системе Е. Н. Соколовым.
Аналогичный подход был применен Ч. А. Измайловым к моделированию восприятия эмоциональных выражений лиц. По аналогии с цветовым пространством, пространство эмоций также обладает сферической структурой, иными словами, существует баланс возбуждения отдельных каналов. Оси «Удовольствие — Неудовольствие» и «Активность — Пассивность» образуют круг Шлоссберга, на котором размещены все базовые эмоции. Оси «Сила» и «Спокойствие», по аналогии с ахроматическими осями в цветовом пространстве, модулируют степень выраженности воспринимаемой эмоции.
Геометрический подход, примененный Ч. А. Измайловым, оказался полезен в клинической практике. Так, локальные деформации цветового пространства при различных нарушениях цветовосприятия позволили разработать точный инструмент количественной оценки цветоаномальности. Работы по изучению сравнительной динамики пространств различения эмоциональных выражений лиц при нормальном развитии и при аутизме являются перспективными в отношении разработки точных способов измерения эмоционального интеллекта. В общем виде, данные результаты сводятся к локальному «выпадению» или ослаблению вклада отдельных каналов, что может быть точно измерено с помощью разработанных Ч. А. Измайловым методов.
Помимо прямых оценок надпороговых различий показал возможность получения данных о различиях между стимулами, полученных на основе амплитуды вызванного потенциала и электроретинограммы в ситуации быстрой замены стимула. Эти результаты, в частности, позволили провести сравнительное исследование зрительной системы различных животных.
В поздних работах ввел термин «Язык восприятия», предложив рассматривать процесс восприятия по аналогии с процессом понимания языковых конструкций. Согласно Ч. А. Измайлову, базовые (инвариантные) перцептивные образы составляют «алфавит» восприятия, который является врожденным и видоспецифичным. Нахождение таких инвариантных образов и законов их объединения позволит решить проблему интеграции признаков и холистичности восприятия.
Интересовался проблемой сознания, однако считал, что исчерпывающее научное исследование сознания невозможно по причине существования гёделевских утверждений.
Ч. А. Измайлов внес большой вклад в развитие математической психологии в России, являлся автором ряда учебников и методических руководств по количественным измерениям и математическому моделированию в психологии.

## Педагогическая деятельность
Читал на факультете психологии Московского университета курсы: «Физиология сенсорных систем», «Психофизика», «Психофизиология восприятия», «Психофизиология», «Цветовое зрение», «Многомерное шкалирование», «Психофизика и психофизиологические измерения», «Цвет и эмоции человека», «Категориальная структура зрительного восприятия», «Индивидуальные характеристики цветового зрения у человека», «Сравнительная психофизиология цветового зрения», «Когнитивная психология». Подготовил трёх кандидатов наук. Автор учебных пособий по психологическим измерениям и по психофизиологии эмоций.

## Основные публикации

### Монографии
- Измайлов Ч. А., Соколов Е. Н., Черноризов А. М. Психофизиология цветового зрения Архивная копия от 7 апреля 2015 на Wayback Machine. — М.: МГУ, 1989. — 206 с. ISBN 5-211-00228-8.
- Соколов Е. Н., Измайлов Ч. А. Цветовое зрение — М.: МГУ, 1984.
- Измайлов Ч. А. Сферическая модель цветоразличения. М.: МГУ, 1980. — 171 с.

### Учебно-методические работы
- Гусев А. Н., Измайлов Ч. А., Михалевская М. Б. Измерение в психологии. / 3-е изд . — М.: УМК «Психология», 2005. — 320 с. ISBN 5-93692-065-8
- Измайлов Ч. А., Черноризов А. М. Психофизиологические основы эмоций: Учебное пособие для вузов. — М.: МПСИ, 2004. — 72 с. ISBN 5-89502-605-2, 5-98352-002-4

### Статьи
- Bimler D.L., Izmailov Ch.A., Paramei G.V. Processing bimodal stimuli: Integrality/separability of colour and orientation. Архивная копия от 19 октября 2013 на Wayback Machine // Frontiers in Perception Science, Vol. 4, 2013.
- Izmailov Ch.A., Chernorizov A.M., Polyansky V.B. Human-model-neuron: Spherical model of signal discrimination in visual system. In: Advances in Russian and International Neurotechnology. Eds.: C. Forsythe, M.V. Zotov, G.A. Radvansky, L. Tsvetkova. — USA: CRC Press, 2014. ISBN 9781439841440
- Измайлов Ч. А., Чудина Ю. А. Психофизиологическая и лингвистическая составляющие в цветовых названиях русского языка Архивная копия от 7 апреля 2015 на Wayback Machine. // Психология. Журнал Высшей школы экономики, 2011. Т. 8, № 1. С. 101—121.
- Измайлов Ч. А. Геометрическая модель различения пигментных цветов. // Сенсорные системы. 2010. Т. 24. № 1. С. 27-40.
- Измайлов Ч. А., Зимачев М. М. Различение интенсивности света сетчаткой лягушки в условиях темновой и световой адаптации. // Журнал высшей нервной деятельности им. И. П. Павлова. 2010. Т. 60. № 5. С. 615—631.
- Кисельников А. А., Черноризов А. М., Измайлов Ч. А. Зрительно-аналитические способности: экспериментальное исследование и моделирование в рамках подхода «Человек-Нейрон-Модель». // История отечественной и мировой психологической мысли. Материалы международной конференции по истории психологии «V московские встречи» 30 июня — 3 июля 2009 г. Ответственные редакторы А. Л. Журавлев, В. А. Кольцова, Ю. Н. Олейник. — М.: Издательство «Институт психологии РАН», 2010. С. 663—665
- Izmailov Ch.A., Chernorizov A.M. A Geometrical Approach to Research into Signal Recognition in Visual Systems of Humans and Animals Архивная копия от 25 апреля 2012 на Wayback Machine. // Psychology in Russia: State of the Art, Vol. 3, 2010, р. 301—332.
- Измайлов Ч. А., Коршунова С. Г., Шехтер М. С., Потапова А. Я. Зрительное различение сложных конфигураций: эмоциональная экспрессия человеческого лица. // Теоретическая и экспериментальная психология. 2009. Т. 2. № 1. С. 5-22.
- Измайлов Ч. А., Павлова М. К., Ханмагомедова М. А. Восприятие цветных предметов Архивная копия от 7 апреля 2015 на Wayback Machine. // Экспериментальная психология. 2009. Т. 2. № 4. С. 5-25.
- Шехтер Е. Д., Измайлов Ч. А., Шехтер М. Л., Сирота Е. Л., Едренкин И. В. Использование многомерного шкалирования для оценки восприятия эмоциональных выражений при аутизме. // Социальный и эмоциональный интеллект: от процессов к измерениям / Под редакцией Д. В. Люсина, Д. В. Ушакова. М., Издательство ИП РАН, 2009.
- Bimler D.L., Paramei G.V., Izmailov Ch.A. Hue and sturation shifts from spatially induced blackness Архивная копия от 25 апреля 2012 на Wayback Machine. // J. Opt. Soc. of Am. 2009. 26. 1. 163—172.
- Kiselnikov A.A., Chernorizov A.M., Izmailov Ch A. Vector psychophysiological model of the Mangina-test figures. // Methodology of psychophysiological research in Russia and China: theoretical and applied aspects. — Moscow, MSU, 2009. P. 59-60.
- Измайлов Ч. А., Соколов Е. Н., Едренкин И. В. Интегрирование простых признаков стимула в нейронных сетях зрительной системы. // Нейрокомпьютеры: разработка, применение. 2008. № 5-6. С. 34-45.
- Korshunova S.G., Izmailov Ch A., Sokolov E.N. The semantic Component of the Evoked Potential of Differentiation. // The Spanish Journal of Psychology, vol. 11, issue 1, p. 323—342.
- Sokolov E.N., Chernorizov A.M., Izmailov Ch A., Kiselnikov A.A., Beuzeron-Mangina H., Mangina C.A. Spherical model of the Mangina-Test figures. // International Journal of Psychophysiology, vol. 69, issue 3, p. 171—172.
- Измайлов Ч. А., Зимачев М. М. Детекция бимодальных стимулов в сетчатке лягушки. // Журнал высшей нервной деятельности им. И. П. Павлова. 2007. Т. 57. № 1. С. 65-79.
  - Izmailov Ch.A., Zimachev M.M. Detection of bimodal stimuli in the frog retina Архивная копия от 25 апреля 2012 на Wayback Machine. // Neuroscience and Behavioral Physiology. 2008. Т. 38. № 2. С. 103—114.
- Измайлов Ч. А., Зимачев М. М., Соколов Е. Н., Черноризов А. М. Двухканальная модель ахроматического зрения лягушки. // Сенсорные системы. 2006. Т. 20. № 1. С. 21-31.
- Измайлов Ч. А., Лабкаев Ю. Я., Матвеева Л. В., Измайлова Н. Ч., Кошмаров А. Ю. Соотношение звуков нот с базовыми эмоциями. // Психологический журнал. 2006. Т. 27. № 4. С. 59-66.
- Соколов Е. Н., Измайлов Ч. А. Вызванные потенциалы различия в кадрировании когнитивных процессов. // Нейрокомпьютеры: разработка, применение. 2006. № 4-5. С. 90-105.
- Bimler D. L., Paramei G. V., Izmailov Ch. A. A whiter shade of pale, a blacker shade of dark: Parameters of spatially induced blackness Архивная копия от 7 апреля 2015 на Wayback Machine. // Visual Neuroscience, 23, 2006. P. 579—582.
- Измайлов Ч. А., Джафаров Э. Н., Зимачев М. М. Психометрическая функция яркости, основанная на электроретинограмме лягушки (ретинометрическая функция). // Сенсорные системы. 2005. Т. 19. № 2. С. 150—155.
  - Izmailov Ch. A., Dzhafarov E. N., Zimachev M.M. Luminance discrimination probabilities derived from the frog electroretinogram Архивная копия от 25 апреля 2012 на Wayback Machine. In E. Sommerfeld, R. Kompass, T. Lachmann (Eds.), Fechner Day 2001 (pp. 206–211). Lengerich: Pabst Science, 2001.
- Измайлов Ч. А., Черноризов А. М. Язык восприятия и мозг Архивная копия от 7 апреля 2015 на Wayback Machine. // Психология. Журнал Высшей школы экономики, 2005. Т. 2. № 4. С. 22-52.
- Izmailov Ch.A., Sokolov E.N., Korshunova S.G. Multidimensional scaling of schematically represented faces based on dissimilarity estimates and evoked potentials of differences amplitudes Архивная копия от 7 апреля 2015 на Wayback Machine. // Span J. Psychol. 2005. Vol. 8. P. 119—133.
- Измайлов Ч. А., Чудина Ю. А. Конфигурационные и категориальные характеристики зрительного восприятия схематических фигур. // Вестник Российского университета дружбы народов. Серия: Психология и педагогика. 2004. № 2. С. 210—228.
- Izmailov Ch.A., Sokolov E.N. Subjective and objective scaling of large color differences Архивная копия от 25 апреля 2012 на Wayback Machine. // C. Kaernbach, E. Schroger, H. Muller (eds.). Psychophysics beyond sensation. Laws and invariants of human cognition. Mahwah, NJ; London: Lawrence Erlbaum Associates, 2004. P. 27-42.
- Измайлов Ч. А., Лабкаев Ю. Я., Матвеева Л. В. Взаимосвязь цвета и звука // Вестн. Моск. ун-та. Сер. 14, Психология. 2003. № 1. С. 9-22.
- Измайлов Ч. А., Соколов Е. Н., Коршунова С. Г. Цветовое пространство человека, основанное на данных корковых вызванных потенциалов. // Сенсорные системы. 2003. Т. 17. № 1. С. 32-44.
- Измайлов Ч. А., Соколов Е. Н., Коршунова С. Г., Кадик А. А. Семантический компонент вызванного потенциала различения // Психология. Современные направления междисциплинарных исследований. — М.: Изд-во ИП РАН, 2003. С. 295—308.
  - Izmailov Ch. A., Korshunova S. G., Sokolov E. N. The semantic component of the evoked potential differentiation Архивная копия от 7 апреля 2015 на Wayback Machine. // Spanish Journal of Psychology, 11, 2008, pp. 323–342.
- Измайлов Ч. А., Соколов Е. Н., Коршунова С. Г., Чудина Ю. А. Геометрическая модель различения ориентаций линии, основанная на субъективных оценках и зрительных вызванных потенциалах. // Журнал ВНД. 2003. Т. 54. № 2. С. 267—279.
- Измайлов Ч. А., Шехтер Е. Д., Зимачев М. М. Сознание и его отношение к мозговым информационным процессам // Вестн. Моск. Ун-та. Сер.14. Психология, 2001, № 1.
- Izmailov Ch.A., Korshunova S.G., Sokolov E.N. Relationship between visual evoked potentials and subjective differences between emotional expressions in «face diagrams». // Neuroscience and Behavioral Physiology. 2001. Т. 31. № 5. С. 529—538.
- Izmailov Ch.A., Korshunova S.G., Sokolov E.N. Human visual evoked potentials to change in the emotional expression of a schematic face. // Журнал высшей нервной деятельности им. И. П. Павлова. 2000. Т. 50. № 5. С. 816—818.
- Измайлов Ч. А. Четырёхмерное пространство восприятия эмоциональной экспрессии // Вестн. Моск. ун-та. Сер. 14, Психология. — № 3. 1999. С. 34-41.
- Измайлов Ч. А., Соколов Е. Н., Штиуи С. Сферическая модель цветоразличения в условиях одновременного цветового контраста // Вестник МГУ. 1999. Сер.14. Психология. №.4. С. 31-36.
- Измайлов Ч. А., Исайчев С. А., Коршунова С. Г., Соколов Е. Н. Цветовой и яркостный компоненты зрительных вызванных потенциалов у человека. // Журнал ВНД. 1998. Т. 48. № 5. С. 777—787.
- Измайлов Ч. А., Исайчев С. А., Шехтер Е. Д. Двухканальная модель различения сигналов в сенсорных системах. // «Вестник Московского университета. Серия 14. Психология», том 14, № 3, с. 29.
- Izmailov Ch. A. Spherical model of discrimination of self-luminous and surface colors Архивная копия от 25 апреля 2012 на Wayback Machine. In: Geometric representations of perceptual phenomena / Eds. R. D. Luce, M. D. D’Zmura, and A. K. Romney. Mahwah, New Jersey. Lawrence Erlbaum Associates Publishers. 1995. P. 153—168.
- Измайлов Ч. А., Соколов Е. Н., Сукретная Л. М., Шехтер Л. М. Семантическое пространство искусственных цветовых названий. // Вестник МГУ. Сер. 14. Психология. 1992. № 1. С. 3-14.
- Парамей Г. В., Измайлов Ч. А., Бабина В. С. Эмоционально-экспрессивные характеристики схематического лица на дисплее компьютера. // Вестник МГУ. Сер. 14. Психология. 1992. № 3. С. 30-38.
- Izmailov Ch., Sokolov E.N. A semantic space of color names Архивная копия от 7 апреля 2015 на Wayback Machine. // Psychological Science. 1992. Vol. 3. № 2. P. 105—111.
- Izmailov Ch.A., Sokolov E.N. Spherical model of color and brightness discrimination Архивная копия от 25 апреля 2012 на Wayback Machine // Psychological Science, 1991. Vol. 2. pp. 249–259.
- Paramei G. V., Izmailov Ch. A., Sokolov E. N. Multidimensional scaling of large chromatic differences by normal and color-deficient subjects Архивная копия от 25 апреля 2012 на Wayback Machine. Psychological Science, 1991, 2, pp. 244–248.
- Izmailov Ch.A., Sokolov E.N. Multidimentional scaling of lines and angles discrimination. // Psychophysiological Explorations of Mental Structures / H.G. Geissler (ed.). Toronto-Bern-Stuttgart: Hogrefe and Huber Publishers, 1990. P. 181—189.
- Исайчев С. А., Булаева К. Б., Измайлов Ч. А. Генетические аспекты цветового зрения. //«Вестник Московского университета. Серия 14. Психология», № 3, 1989. С. 41-50.
- Измайлов Ч. А., Ласточкина М. Н., Полянская Г. Н., Соколов Е. Н. Различение линий и углов зрительной системой. // Вестник МГУ. Сер. 14. Психология. 1988. № 1. С. 41-50.
- Измайлова Т. В., Соколов Е. Н., Измайлов Ч. А., Лившиц Г. Я. Общая сферическая модель различения цветовых сигналов Архивная копия от 9 мая 2012 на Wayback Machine. // «Вопросы психологии», 1988, № 1 с. 137.
  - Izmailova T.V., Sokolov E.N., Izmailov Ch.A., Livshits G.Y. A general spherical model of the discrimination of color signals // Soviet-Psychology. 1990. Vol. 28. № 2. P. 77-101.
- Зимачев М. М., Шехтер Е. Д., Соколов Е. Н., Измайлов Ч. А. Хроматическая составляющая электроретинограммы лягушки. // Журн. ВНД. 1986. Т. 36, вып. 6. С. 1100—1107.
- Брусенцов Н. П., Вартанов А. В., Измайлов Ч. А., Лившиц Г. Я., Соколов Е. Н. Опыт обучения школьников языкам программирования. // Психолого-педагогические и психофизиологические проблемы компьютерного обучения. Ред. А. А. Бодалев, Е. Н. Соколов. — М.: АПН СССР, 1985. С. 75-87.
- Соколов Е. Н., Измайлов Ч. А., Завгородняя В. Л. Многомерное шкалирование знаковых конфигураций Архивная копия от 6 апреля 2015 на Wayback Machine. // «Вопросы психологии», 1985, № 1 с. 133.
- Sokolov E. N., Izmailov Ch. A. The conceptual reflex arc: A model of neural processing as developed for color vision // Modern Issues of Perception / Eds. H. G. Geissler et al. Berlin.: VEB Deutscher Verlag der Wissenschaften, 1983. P. 192—216.
- Izmailov Ch. A. Uniform color space and multidimensional scaling (MDS) // Psychophysical Judgement and the Process of Perception / Eds. I. G. Geissler, P. Pethold. Berlin: VEB Deutscher Verlag der Wiss., 1982. P. 52-62.
- Sokolov Е. N., Izmailov Ch. A., Schänebeck В. Verleichende Experimente zur Mehridimensionalen Skalierung Subjectiver Farbuntershiede und Inrer Internen Sphärishen Repreasentation // Zeischrift fur Psychologie. Band 190. Heft 3. 1982. S. 275—293.
- Измайлов Ч. А. Многомерное шкалирование ахроматической составляющей цвета. // В кн.: «Нормативные и дескриптивные модели принятия решений». — М.: Наука, 1981. С. 98-110.
- Измайлов Ч. А. Опыт построения метрической модели по данным классификации. // В кн.: «Количественные методы в гуманитарных науках». / Под ред. Ковальченко И. Д. — М., 1979. С. 123—135.
- Измайлов Ч. А., Соколов Е. Н. Метрические характеристики сферической модели цветоразличения. // Вестник МГУ. Сер. 14. Психология. 1978. № 2. С. 47-61.
- Соколов Е. Н., Измайлов Ч. А., Измайлова Т. В., Зимачев М. М. Сферическая модель цветового зрения. // Вестн. Моск. ун-та. Сер. 14. Психология. 1977. № 1. С. 45-52.
- Соколов Е. Н., Зимачев М. М., Измайлов Ч. А. Геометрическая модель субъективного пространства цветовых стимулов. // Эргонимика. Труды ВНИИТЭ. 1975. № 9. С. 101—122.

### Переводы
- Готтсданкер Р. Основы психологического эксперимента. // Перевод с английского Ч. А. Измайлова и В. В. Петухова. — М.: МГУ, 1982. — 464 с.

## О Ч. А. Измайлове
- Измайлов Чингиз Абильфазович // Энциклопедия Московского университета. Факультет психологии. Биографический словарь. / Ред.-сост. А. Н. Ждан. — М.: МГУ, 2006. С. 79-80. ISBN 5-9217-0040-1
- Памяти Ч. А. Измайлова Архивная копия от 9 марта 2016 на Wayback Machine. // «Психология. Журнал Высшей школы экономики». Т. 8, № 4, 2011. С. 147—148.
- Джафаров Э. Чингиз Измайлов: Почти оконченные главы из неоконченной книги // Психологический журнал Международного университета природы, общества и человека «Дубна». — 2011. — № 3
- Чудина Ю. А. Чингиз Абильфазович Измайлов — исследователь языковой природы зрительного восприятия Архивная копия от 7 апреля 2015 на Wayback Machine. // «Вестник психофизиологии», № 3, 2013. С. 47-52.

### Интервью
- Как будет развиваться человеческий мозг. // Телепередача «Прогнозы», телеканал «ТВ Центр», 9 августа 2010.
- Чингиз Измайлов — гость Рамаза Чиаурели и Юлии Окуневой (недоступная ссылка). // Радиостанция «Маяк», 31 октября 2009.
- Крючков В. Лицевой счет Архивная копия от 2 апреля 2015 на Wayback Machine. // Журнал «Итоги», № 18 (672), 27 апреля 2009.
- Кудрявцева Е., Родина Е. Отрежьте это немедленно!. // Журнал «Огонёк», № 30 (5006), 23—29 июля 2007.
- Головина Е. «Серый» кандидат. // Журнал «Профиль», № 13(522) от 9 апреля 2007.
- 25-й кадр Архивная копия от 16 июня 2012 на Wayback Machine. // Телепередача «Гордон», телеканал «НТВ», 4 декабря 2002.
- Федотова Н. На цвет товарищи есть! Архивная копия от 7 февраля 2012 на Wayback Machine. // Журнал «Знание — сила», № 10, 1988. C. 43-51.